# Rezerwat przyrody Sadkowice
Rezerwat przyrody Sadkowice – stepowy rezerwat przyrody utworzony w 1977 r. na gruntach wsi Sadkowice, na terenie gminy Solec nad Wisłą, w powiecie lipskim, w województwie mazowieckim. Jest to najmniejszy rezerwat w województwie i jeden z najmniejszych w Polsce – zajmuje powierzchnię 0,70 ha (akt powołujący podawał 0,90 ha). Leży w granicach Obszaru Chronionego Krajobrazu Solec nad Wisłą.
Celem ochrony rezerwatu jest zachowanie stanowiska roślin kserotermicznych.
Rezerwat obejmuje niewielki wąwóz zbudowany z margli kredowych, otwierający się ku dolinie Wisły. Jego nasłonecznione zbocza porasta roślinność kserotermiczna. Z gatunków roślin chronionych występują tu: dzwonek syberyjski, len złocisty, zawilec wielkokwiatowy, aster gawędka, powojnik prosty czy wisienka stepowa.
Według obowiązującego planu ochrony ustanowionego zarządzeniem Regionalnego Dyrektora Ochrony Środowiska w Warszawie z dnia 27 grudnia 2018 r., obszar rezerwatu objęty jest ochroną czynną.